# NGC 5614
NGC 5614 este o interacțiune de galaxii situată în constelația Boarul. A fost descoperită în 1 mai 1785 de către William Herschel. Se află la o distanță de 59,76 de megaparseci de Pământ.